# GE B+B (CPEF)
As locomotivas Elétrica GE B+B foram compradas pela Companhia Paulista em 1921 destinadas a tração de trens de carga. Fizeram parte do primeiro grupo de locomotivas adquiridas pela Paulista no seu programa de eletrificação.
Foram fabricadas pela GE, com a construção mecânica a cargo da ALCO.

## Na Fepasa
A Fepasa incorporou a Companhia Paulista e todo o seu parque de tração em 1971. As locomotivas elétricas do tipo boxcab fioram as primeiras a serem baixadas por conta da idade e falta de peças. Ainda assim, a GE B+B circulou até a década de 1980, através do processo de canibalização de outras locomotivas. Em 1995 a última delas (nº 6405) foi desativada para preservação histórica.
| Numeração (FEPASA) | Entrada em serviço | Destino | Observações                                            |
| ------------------ | ------------------ | --- | ------------------------------------------------------ |
| 6401               | 1922               | Baixada e vendida como sucata em leilão realizado no Pátio Jundiaí, 2 de abril de 1977                              | Ex 204 (1ª Numeração CPEF)/ Ex 400 (2ª Numeração CPEF) |
| 6402               | 1922               | Baixada e vendida como sucata em leilão realizado no Pátio Jundiaí, 10 de outubro de 1983                           | Ex 205 (1ª Numeração CPEF)/ Ex 401 (2ª Numeração CPEF) |
| 6403               | 1922               | Baixada e vendida como sucata em leilão realizado no Pátio Jundiaí, 10 de outubro de 1983                           | Ex 206 (1ª Numeração CPEF)/ Ex 402 (2ª Numeração CPEF) |
| 6404               | 1922               | Baixada e vendida em leilão de sucata em 18 de dezembro de 1995                                                     | Ex 207 (1ª Numeração CPEF)/ Ex 403 (2ª Numeração CPEF) |
| 6405               | 1922               | Desativada em meados dos anos 1980. Arrendada pela União (DNIT) à ABPF - Regional São Paulo, aguardando restauração | Ex 208 (1ª Numeração CPEF)/ Ex 404 (2ª Numeração CPEF) |
| 6406               | 1922               | Baixada e vendida em leilão de sucata em 18 de dezembro de 1995                                                     | Ex 209 (1ª Numeração CPEF)/ Ex 405 (2ª Numeração CPEF) |
| 6407               | 1922               | Baixada e vendida em leilão de sucata em 18 de dezembro de 1995                                                     | Ex 210 (1ª Numeração CPEF)/ Ex 406 (2ª Numeração CPEF) |
| 6408               | 1922               | Baixada e vendida em leilão de sucata em 18 de dezembro de 1995                                                     | Ex 211 (1ª Numeração CPEF)/ Ex 407 (2ª Numeração CPEF) |